# Vilden
Vilden (originaltitel: L'Enfant sauvage) är en fransk dramafilm från 1970 i regi av François Truffaut.

## Handling
Filmen handlar om en pojke som hittades i skogen i centrala Frankrike. Han verkade vara 12 år, talade inte, svarade inte och verkade inte ens reagera på ljud. De började kalla pojken Victor. Filmen berättar om specialpedagog Itards arbete med Victors undervisning och uppfostran för att få veta om det går att uppfostra en asocial, förvildad 12-åring.

## Rollista i urval
- Jean-Pierre Cargol – Victor från Aveyron
- François Truffaut – Dr. Jean Itard
- Françoise Seigner – Madame Guérin
- Paul Villé – Remy
- Jean Dasté – Professor Philippe Pinel
- Pierre Fabre
- Claude Miller – Monsieur Lémeri
- Annie Miller – Madame Lémeri
- Nathan Miller – Baby Lémeri